# Phytomyza dalmatiensis
Phytomyza dalmatiensis este o specie de muște din genul Phytomyza, familia Agromyzidae, descrisă de Spencer în anul 1961. Conform Catalogue of Life specia Phytomyza dalmatiensis nu are subspecii cunoscute.